# Acción del 10 de diciembre de 1800
La acción del 10 de diciembre de 1800 fue un enfrentamiento menor de las Guerras Napoleónicas en el que el cañonero corsario español San Francisco Javier, alias Poderoso, al mando de don Miguel Villalba, capturó un bergantín contratado de la Royal Navy comandado por el teniente Charles Niven (o Nevin).
El 20 de diciembre, el bergantín armado británico Sir Thomas Pasley (o Almirante Pasley, o Pasley), salió de Plymouth, Inglaterra con envíos a Lisboa, Gibraltar y Malta. Después de hacer escala en Lisboa, Sir Thomas Pasley estaba frente a Ceuta cuando el 10 de diciembre un cañonero español se acercó utilizando velas y barridos.
La cañonera española, que estaba armada con un cañón largo de 24 libras y dos de 6 libras, se colocó a popa de Pasley y procedió a disparar contra el bergantín. El viento se calmó, impidiendo que Pasley maniobrara para llevar a sus dos cazadores de arco de 6 libras. Los británicos trataron de mover los cañones a la popa, pero las carronadas no les dejaron espacio para colocar los cañones. Los marineros británicos tuvieron que responder al fuego de cañón español con nada más que fuego de armas pequeñas.
Los grupos de abordaje españoles tomaron el bergantín en el tercer intento, después de haber disparado contra el driza británico durante la escaramuza. Niven había sido herido en tres lugares, y el maestro también estaba gravemente herido. Además, los británicos habían perdido a otros tres marineros muertos y seis más heridos. Los españoles llevaron su premio a Ceuta, y luego a Algeciras.
Niven se enfrentó a un consejo de guerra por la pérdida de su barco y fue absuelto honorablemente.